# Хардрок
Хардрокът е вариация на рок музиката, чиито най-ранни корени са в гаражния рок и психеделията от средата на 60-те. Характеризира се с мощни дистерни електрически китари, бас китари, клавишни и барабани. Терминът „хардрок“ често се използва за обхващане и на други жанрове като алтернативен рок, гръндж, хевиметъл и пънк с цел да се разграничат от поп рока.

## Характеристика
Хардрокът е силно повлиян от блус музиката (най-често използваната гама в хардрока е пентатоническата, която е типична блус гама). За разлика от рокендрола (който заимства от „стария“ блус), хардрокът използва елементи от „британския блус“ (при него се използват повече модерни инструменти като електрическа китара, барабани, клавишни и електрически бас). Очевидна разлика с традиционния блус е рядкото ограничаване на първи, четвърти и пети акорд, но преобладаващи в дванадесетия и шестнадесетия такт, като са включени и други акорди, обикновено мажорни.

### Инструментация
Доминиращи инструменти в хардрока са електрическата китара, бас китарата и барабаните. Много е важна ролята на китариста. Някои от групите имат двама различни китаристи – един водещ китарист и един ритъм китарист. Водещият китарист свири солата, рифовете и др. Техниките за увеличаване на скоростта на свирене се използват широко от водещите китаристи за постигане на възможно най-бързи сола и рифове. Ролята на ритъм китариста е да допълва водещия и да осигурява ритмичен и хармоничен акомпанимент на останалите инструменти в групата. Ролята на баса и барабаните е важна за структурата на хардрок музиката.

### Разграничение от хевиметъла
През 1970-те, хардрок вдъхновява нов жанр наречен „хевиметъл“. Счита се, че все по-задълбочаващия се тежък и плътен звук на китарата е довел до необходимостта понятието „хардрок“ да прогресира в „хевиметъл“. Все пак появяването му води до объркване сред рок и метъл групите, тъй като разликите между тях са много малки и разграничаването често опира до имиджа на групата. Двата жанра имат редица общи черти, например пионери в хевиметъла като Блек Сабат, Лед Зепелин и Дийп Пърпъл често са считани и за хеви и за хардрок групи, а групи като Гранд Фънк Рейлроуд, Ей Си/Ди Си, Дъ Ху и Ван Хален обикновено се причисляват към хардрока.
За да е пълно объркването, най-популярният субжанр на метъла през 1980-те – глем метъла е силно повлиян от рок изпълнители като Дейвид Боуи, Куийн, Аеросмит и Кис. Основната разлика между хевиметъла и глем метъла е в текстовете, имиджа и мелодията. Хевиметъл текстовете се разпростират по-далеч от „оплакването на реалността“, както е при блуса и обсъждат сериозни, философски и провокативни идеи. Имиджът на метъл групите се състои от черни кожи, тъмни дрехи и джинси. Мелодиите са обикновено в минор и като цяло музиката не е „примамлива“ и повлияна от попа, като при глем метъла. Глем метълите от своя страна се разпростират върху темата за „фантастичното избягване“ на поп музиката и текстовете им се фокусират повече върху доброто прекарване, партитата и взаимоотношенията. Имиджът на тези групи включва огромни топирани прически, провокативно облекло и много грим.

## История

### Ранни години (1960-те)
Както е посочено по-горе, едно от основните влияния в хардрока е блусът и по-специално британският блус. Британските рок групи като Крийм, Ролинг Стоунс, Бийтълс, Ярдбърдс, Дъ Ху и Кинкс модифицират рокендрола като добавят по-тежки звуци, тежки китарни рифове, насечени барабани и силни вокали. Този звук е основата на хардрока. Ранни форми на хардрок могат да се видят в „You Really Got Me“ на Кинкс, „Happenings Ten Years Time Ago“ на Ярдбърдс, „I Can See for Miles“ на Дъ Ху и „Revolution“ и „Helter Skelter“ на Бийтълс, „White Room“ на Крийм.
По същото време Джими Хендрикс създава форма на блус-ориентиран психеделичен рок, която комбинира елементи от джаз, блус и рокендрол музиката, създавайки уникален жанр. Той е първият китарист, който експериментира с нови китарни ефекти като фийдбек и дисторшън, заедно с Дейв Дейвис от Кинкс, Пит Таунзенд от Дъ Ху, Ерик Клептън от Крийм и Джеф Бек от Ярдбърдс.
Хардрокът се оформя окончателно и става известен в края на 1960-те. Групи като Лед Зепелин, които смесват ранния британски рок, с по-твърди форми на блус рок и есид рок. Дийп Пърпъл помагат за налагането на хардрока с първите си албуми (Shades of Deep Purple 1968, The Book of Taliesyn 1968 и Deep Purple 1969), но праявт големия си пробив с четвъртия Deep Purple in Rock (1970). Епическият Led Zeppelin I (1969) на Лед Зепелин и Live at Leeds (1970) на Дъ Ху са примери за музика от зараждането на хардрока. Заемките от блус музиката тук са очевидни, като има включени няколко кавъри на известни блус песни.

### Първата ера (1970-те)
Третия албум на Лед Зепелин, Led Zeppelin III включва повече фолк рок елементи от втория, но хеви аспектите в музиката им остават.
Промените в звученето на Дийп Пърпъл приключват с Machine Head, който се счита за един от първите хевиметъл албуми. Две песни от този албум стават изключително известни, „Highway Star“ и „Smoke On The Water“. Техните основни рифове стават запазена марка на Пърпъл. Назарет комерсиализират жанра и със своя най-добре продаван албум Hair of the Dog повлияват на редица други групи.
През 1970-те от хардрока се развиват множество други жанрове. През 1972 г., Алис Купър вкарва хевиметъла в мейнстрийма с албума си School's Out. Следващата година Аеросмит, Куийн и Монтрос издават дебютните си албуми, в които демонстрират разширяващите се вариации на хардрок. През 1974 г., Bad Company издават дебютния си албум, Ръш издават едноименния си албум, а Куийн издават Sheer Heart Attack (съдържащ песента „Stone Cold Crazy“, която е повлияла на траш метъл групи като Металика и Мегадет). Куийн използват многопластови вокали и китари и смесват хардрок с глем рок, хевиметъл, прогресив рок и дори опера. Кис издават първите си три албума Kiss, Hotter Than Hell и Dressed to Kill за малко повече от година и постигат комерсиален успех с двойния концертен албум Alive!. В средата на 1970-те Аеросмит издават разтърсващите Toys in the Attic и Rocks, който съдържат и блус и хардрок елементи и ще окажат влияние върху музиката на Металика, Гънс Ен Роузис и Мотли Крю.
През 1976 г., умира китаристът на Дийп Пърпъл Томи Боулин (заменил Ричи Блекмор година по-рано) и групата се разпада. През същата година Бостън издават изключително успешния си дебютен албум. Харт са първата женска хардрок група, която издава албум. През 1978 г., от свръхдоза умира барабанистът на Дъ Ху Кийт Мун. С надигащата се диско вълна в САЩ и пънк във Великобритания хардрока започва да губи популярността си. Същевременно Блек Сабат се отдалечават от първоначалното си тежко звучене с албуми като Technical Ecstasy.
Ван Хален в САЩ е друга важна за хардрока група, която става известна през 1978 г. Музиката им се основава основно върху китарните умения на Еди Ван Хален, който се отличава с добра техника. През 1979 г., различията между хардрока и хевиметъла се виждат в петия албум на Ей Си/Ди Си Highway to Hell. Музиката на австралийците се основава на ритъм енд блус и ранния хардрок от 1970-те, а имиджа на групата е в стила на хевиметъла.

### Втората ера (1980-те)
През 1980 г., Лед Зепелин се разпадат след внезапната смърт на барабаниста Джон Бонъм. През същата година умира и вокалът на Ей Си/Ди Си Бон Скот. С това приключва първата вълна „класически“ хардрок групи. Някои групи като Куийн се отдалечават от хардрок звученето и се ориентират към поп рока. Ей Си/Ди Си записват Back in Black с новия си вокал Брайън Джонсън. Албумът става петият най-продават албум в САЩ за всички времена и вторият най-продаван в света. Ози Озбърн издава първия си солов албум, в който участва и американският китарист Ранди Роудс.
През 1981 г., Мотли Крю издават Too Fast For Love, който привлича интерес към глем метъл стила. Година по-късно той е популяризиран и от Туистед Систър и Куайът Райът.
През 1983 г., Деф Лепард издават Pyromania, който достига второ място в американските класации. Музиката им е смесица от глем рок и хевиметъл, която повлиява много групи от 1980-те. През същата година Мотли Крю издават хитовия Shout at the Devil. Албумът на Ван Хален 1984 достига #2 в класацията на Билборд, а сингълът „Jump“, който е считан за една от най-популярните рок песни на всички времена, достига номер 1.
Края на 1980-те е най-успешния в комерсиално отношение период за хардрока. Редица хардрок групи достигат първите места в музикалните класации. Slippery When Wet (1986) на Бон Джоуви остава общо 8 седмици в класацията на Билборд и става първият хардрок албум с три сингъла в топ 10, два от които достигат номер 1. Освен това песента на шведите от Юръп „The Final Countdown“ достига номер 1 в 26 държави.
През 1987 г., най-впечатляващите албуми в класациите са Appetite for Destruction на Гънс Ен Роузис, Hysteria на Деф Лепърд (и двата достигат #1 в класацията на Билборд), Girls, Girls, Girls на Мотли Крю и Whitesnake на Уайтснейк. През следващата година най-голям успех постигат New Jersey (с пет сингъла в топ 10; най-много за хардрок албум) на Бон Джоуви, Pump на Аеросмит и Dr. Feelgood на Мотли Крю. Динозауър Дж. и Соник Ют постигат успех на ъдндърграунд сцената в САЩ, а през 1990-те и на мейнстрийма.

### Третата ера (1990-те)
Началото на 1990-те са доминирани от Гънс Ен Роузис, Металика и Ван Хален. Мулти-платинения едноименен албум на Металика (често наричан „Черният албум“, поради черната си обложка), Use Your Illusion I и Use Your Illusion II на Гънс Ен Роузис и For Unlawful Carnal Knowledge на Ван Хален са издадени през 1991 г. и засилват още повече популярността на тези групи. Но по това време музиката и отношението на групите става все по-декадентско. През 1991 г. се появява една нова форма на хардрока – гръндж.
За основоположници на стила се считат гаражните групи от Сиатъл (САЩ), които създават т.нар. „сиатълско звучене“. При него основните елементи на рока са запазени, но има отдръпване от достигналата максимална виртуозност китарна техника на китаристи като Ингви Малстийм и други, и се залага на едно непретенциозно гаражно звучене, но със запомнящи се мелодични линии и вокали. Грънджът комбинира алтернативен рок, хардкор пънк и хевиметъл и създава един „мръсен“ звук, за който се използва дисторшън, фъз и фийдбек. Въпреки че повечето гръндж групи звучат доста различно от хардрока в мейнстрийма (като например Нирвана, Мъдхони и Ел Севън), малцинство (като Алис ин Чейнс, Мадър Лав Боун, Пърл Джем и Саундгардън) са силно повлияни от рока и метъла от 1970-те и 1980-те. Въпреки това всички гръндж банди отричат „мачо“ имиджа на хардрока по това време.
Докато популярността на някои групи (като Металика) преминава от 1980-те в 1990-те, други започват да смесват хардрока с електрик влияния. Те започват да се наричат алтърнатъв метъл групи. Някои от тях като Ред Хот Чили Пепърс, Примус, Рейдж Агейнст дъ Мъшин, Ливин Калър, Уайт Зомби смесват фънк с метъл, въпреки че повечето от тях са създадени през 1980-те. Фейт Ноу Мор и Мистър Бънгъл смесват редица жанрове с хардрока, вариращи от рап до соул. Други успешни експериментални хардрок групи са Хелмер и Афган Уингс. Смесицата от ретро глем-метъл помага на Даркнес да се изкачат до гораната половина на класациите в началото на новия век. Тогава новите групи в мейнстрийма като Джет, Уулфмъдър, Уайт Страйпс, Ейнсуър, Глитерати, Датсънс и Тауърс ъф Лондън са всъщност новите рок групи от съживяването на гаражния рок.
Най-големите хардрок групи в последните години са супергрупи като Велвет Риволвър и Аудиослейв. Последните са съставени от инструменталистите на Рейдж Агейнст дъ Мъшин и бившия фронтмен на Саундгардън Крис Корнел, но се разпадат през 2007 г. Велвет Риволвър се състои от бившите членове на Гънс Ен Роузис с вокала Скот Уейлънд (от Стоун Темпъл Пайлътс). Тези групи съживяват хардрок сцената и се осъществяват повторни събирания и последвали турнета на Рейдж Агейнст дъ Мъшин, Стоун Темпъл Пайлътс, Ливин Калър, Ван Хален, Блек Сабат, а легендарните Лед Зепелин изнасят един концерт и възраждат интереса към предишните ери.

## Някои известни хардрок групи
- Дийп Пърпъл
- Лед Зепелин
- Блек Сабат
- Гранд Фънк Рейлроуд
- Уайтснейк
- Бон Джоуви
- Алис Купър
- Ей Си/Ди Си
- Скорпиънс
- Аеросмит
- Рейнбоу
- Кис
- Деф Лепард
- Назарет
- Форинър
- Гънс Ен Роузис
- Ози Озбърн